# 안준상
안준상(安駿相, 1898년 1월 9일~1994년 12월 27일)은 대한민국의 정치인이다. 본관은 탐진(耽津)이다.

## 학력
- 동래고보(東萊高普, 현재의 동래고등학교) 졸업
- 일본 도쿄 정칙영어학교(東京 正則英語学校) 졸업
- 일본 와세다 대학교 경제학과 2년 중퇴
- 대한민국 국방대학교 행정학사 1기(1956년)

## 주요 경력
- 1948년 5월 10일 : 제헌 국회의원(경남 의령)
- 조선민족청년단 상임위원(1948년)
- 자유당 상임위원(1955년)

## 역대 선거 결과
| 실시년도 | 선거   | 대수 | 직책     | 선거구      | 정당           | 득표수  | 득표율          | 순위 | 당락 | 비고 |
| -------- | ------ | ---- | -------- | ----------- | -------------- | ------- | --------------- | ---- | ---- | ---- |
| 1948년   | 총선   | 1대  | 국회의원 | 경남 의령군 | 조선민족청년단 | 9,939표 | \| \| 27.35% \| | 1위  |      | 초선 |
|          | 27.35% |      |          |             |                |         |                 |      |      |      |

## 참고 자료
- 《대한민국 의정총람》, 국회의원총람발간위원회, 1994년
- 안준상 - 대한민국헌정회